# V Sagittae
A V Sagittae egy csillagpárból álló kataklizmikus változó a Nyíl csillagképben. Az irányította rá a figyelmet, hogy az eddigi megfigyelések elemzésével amerikai csillagászok arra az eredményre jutottak, hogy 2083 körül várhatóan nagyon fényes nóva lesz belőle.

## Ismertetése
A V Sagittae (rövidítéssel V Sge) egy kataklizmikus változó, két csillagból álló rendszer a Nyíl csillagképben. A rendszer egy körülbelül 3,3 naptömegű fősorozati csillagból és egy körülbelül 0,9 naptömegű fehér törpéből áll; az a tény, hogy a fehér törpe kisebb tömegű, mint a társa, rendkívül szokatlan.
A változócsillagok elnevezési rendszere szerint a V Sge a csillagképben ötödikként kapott nevet 1902-ben. A megfigyelések során a rendszerről 1963-ban állapították meg, hogy két, egymással gravitációs kapcsolatban álló csillag. Az elmúlt száz év alatt a rendszer fényessége tízszeresére nőtt, ami annak a következménye, hogy a tagok egyre közelebb kerülnek egymáshoz, és így a tömegátadás is növekszik. A nagyobb csillag anyaga exponenciálisan növekvő ütemben áramlik a fehér törpére, ami óriási csillagszelet okoz. A csillagok jelenleg körülbelül 0,514 naponként keringenek a közös tömegközéppont körül, de ez a periódus -4,73×10−10nap/ciklus ütemben növekszik. Az adatok elemzésével az amerikai Louisianai Állami Egyetem csillagászai arra az eredményre jutottak, hogy a folyamatban 2083 körül (±16 év) nagy változás következik be. A két komponens összeolvad, és nóvává válva a Tejútrendszer legfényesebb objektuma lesz. Bár tőlünk messze, 7800 fényévre van, néhány hónapon keresztül égboltunkon a legfényesebb csillag, a Szíriusz, esetleg a Vénusz fényességét is megközelíti. Mivel a komponensek tulajdonságai nem szokványosak, ezért a modellkísérletek egy új novatípust ígérnek: a két összeolvadó csillagból vörös óriás lesz, ahol a magfúzió újra beindul.

## Megfigyelési lehetőségek
A V Sge 11m körüli fényességével kis távcsövekkel is könnyen megfigyelhető, így az MCSE Változócsillag csoportjának észlelési programjában évtizedek óta szerepel.
Természetesen ez minden amatőrcsillagászra igaz a világon, így az AAVSO és AFOEV nemzetközi adatgyűjtő központokban 6000-nél több fényességadat áll rendelkezésre a V Sge-ről.

## Fordítás
- Ez a szócikk részben vagy egészben  a   V Sagittae című angol Wikipédia-szócikk fordításán alapul.  Az eredeti cikk szerkesztőit annak laptörténete sorolja fel. Ez a jelzés csupán a megfogalmazás eredetét és a szerzői jogokat jelzi, nem szolgál a cikkben szereplő információk forrásmegjelöléseként.